# Tutto Mozart!
Tutto Mozart! är ett musikalbum från 2006 med Bryn Terfel. Han sjunger arior ur Wolfgang Amadeus Mozarts mest kända operor och några konsertarior. På albumet medverkar också den svenska sopranen Miah Persson.

## Låtlista
1. "Non più andrai, farfallone amoroso" ur Figaros bröllop – 3'44
2. "Io ti lascio, o cara, addio", K.Anh.245 (621a) – 4'26
3. "Soave sia il vento" ur Così fan tutte – 2'51
4. "Männer suchen stets zu naschen", K.433 (416c) – 2'14
5. "Così dunque tradisci – Aspri rimorsi atroci", K.432 (421a) – 4'01
6. "V'adoro – Il core vi dono" ur Così fan tutte – 4'47
7. "Un bacio di mano", K.541 – 2'07
8. "Quel casinetto è mio – Là ci darem la mano" ur Don Giovanni – 3'16
9. "Ein Mädchen oder Weibchen" ur Trollflöjten – 4'07
10. "Hai già vinta la causa! – Vedrò, mentr'Io sospiro" ur Figaros bröllop – 4'53
11. "Nun, liebes Weibchen, ziehst mit mir", K.625 (592a) – 2'32
12. "Der Vogelfänger bin ich ja" ur Trollflöjten – 2'44
13. "Crudel! perché finora farmi alnguir cosi?" ur Figaros bröllop – 2'48
14. "Deh! Vieni alla finestra ur Don Giovanni – 2'02
15. "Diggi, daggi, schurry, murry" ur Bastien und Bastienne – 1'28
16. "Pa-Pa-Pa-Pa-Pagena!" ur Trollflöjten – 2'28
17. "Guardate! Questo non picciol libro – Madamina, il catalogo è questo" ur Don Giovanni – 5'48
18. "Bei Männern, welche Liebe fühlen" ur Trollflöjten – 3'04
19. "Tutto è disposto – Aprite un po' quegli occhi" ur Figaros bröllop – 4'16

## Medverkande
- Bryn Terfel – basbaryton
- Miah Persson – sopran (spår 3, 8, 11, 13, 16, 18)
- Christine Rice – mezzosopran (spår 3, 6)
- Sir Charles Mackerras – dirigent
- Scottish Chamber Orchestra

### Fotnoter
1. ↑  ”DG”. https://www.deutschegrammophon.com/en/catalogue/products/bryn-terfel-tutto-mozart-6985. Läst 31 oktober 2011.